# Fernand Duchêne
Fernand Duchêne (Brecht, 16 september 1897 - 14 maart 1994) was een Belgisch advocaat, magistraat en politicus voor de BWP.

## Biografie
Fernand Duchêne was een zoon van Theodoor Duchêne en Delphina Vanderstraeten. Hij studeerde rechten aan de Rijksuniversiteit Gent. Beroepshalve werd hij advocaat in 1923. Hij sloot zich aan bij de Vlaamse Conferentie der balie van Gent en was lid van verschillende Gentse verenigingen. Bij de gemeenteraadsverkiezingen van 1926 was hij kandidaat namens de BWP. Vervolgens was Duchêne tot 1938 plaatsvervangend gemeenteraadslid. In 1938 was hij gedurende een jaar effectief gemeenteraadslid. Binnen de BWP gaf hij gratis juridisch advies aan partijleden. Hij was gespecialiseerd in sociaal recht.
Van 1936 tot 1937 was hij voorzitter van de Vlaamse Conferentie der balie van Gent. Hij was advocaat van de Nationale Maatschappij der Belgische Spoorwegen (NMBS) en vanaf 1938 lid van het college van censoren van de Nationale Bank van België. Verder was hij ook plaatsvervangend rechter. Na de Tweede Wereldoorlog werd Duchêne kamervoorzitter in het arbeidshof in Gent en in 1958 voorzitter van het arbeidshof in Gent. Tevens was hij staatsraad, secretaris (1948-1958) en voorzitter (1958-1965) van het college van censoren van de Nationale Bank van België en stafhouder van de balie van Gent.
Duchêne was tevens 56 jaar lang voorzitter van de Koninklijke Gentse Zwemvereniging (KGZV).